# Олга Бояджийска
Олга Бояджийска е деятелка на женското движение в България и на Вътрешната македоно-одринска революционна организация.

## Биография
Родена е в 1883 година в град Дупница, България. Омъжва се в Кюстендил за адвоката Григор Бояджийски. В Кюстендил става активистка на женското движение, като е касиерка и председателка на женското дружество „Майчина любов“. Подпредседателка е и на Македонското женско дружество в града. Домът ѝ става квартира на ВМОРО и в него отсядат войводи като Гоце Делчев, Яне Сандански, Пейо Яворов и много четници. Долният етаж на къщата е превърнат в скривалище на оръжие, бомби и патрони.
Умира в 1967 година.